# Pastor Bonus
La  Pastor Bonus (in lingua italiana Il Buon Pastore) è la costituzione apostolica promulgata da papa Giovanni Paolo II il 28 giugno 1988 con la quale è stata realizzata la riforma della Curia romana e delle sue congregazioni: è stata abrogata il 5 giugno 2022, quando è entrata in vigore la costituzione apostolica Praedicate evangelium di papa Francesco.
All'articolo 2 vengono riorganizzati i "dicasteri" in cinque gruppi: la Segreteria di Stato della Santa Sede, le congregazioni, i tribunali ecclesiastici, i pontifici consigli e gli Uffici della Curia romana.

## Successive modifiche al testo
Papa Benedetto XVI, con lettera apostolica in forma di motu proprio del 30 agosto 2011, ha trasferito le competenze relative alla dispensa da matrimonio rato e non consumato e alle cause di nullità dell'ordinazione dalla Congregazione per il Culto Divino e la Disciplina dei Sacramenti al Tribunale della Rota Romana. Il 16 gennaio 2013 lo stesso pontefice, con la lettera apostolica in forma di motu proprio Ministrorum institutio, ha trasferito la competenza sui seminari dalla Congregazione per l'Educazione Cattolica alla Congregazione per il Clero e, con la lettera apostolica in forma di motu proprio Fides per doctrinam, ha trasferito la competenza sulla catechesi dalla Congregazione per il Clero al Pontificio Consiglio per la Promozione della Nuova Evangelizzazione.